# Lynchius parkeri
Lynchius parkeri is een kikker uit de familie Strabomantidae. De soort komt voor in Peru. Lynchius parkeri wordt bedreigd door het verlies van habitat.